# 环己烷甲酸
环己烷甲酸（英語：Cyclohexanecarboxylic acid）是一个带有环己基的羧酸。

## 制备
环己烷甲酸可由苯甲酸的氢化反应制得。

## 衍生物
环己烷甲酸的衍生物包括： 
- 脱落酸
- 丁环酸
- 綠原酸
- 分支酸
- 双环胺

奎尼酸
莽草酸
傳明酸

- 奎尼酸
- 莽草酸
- 分支酸